# Palazzo Rondinini

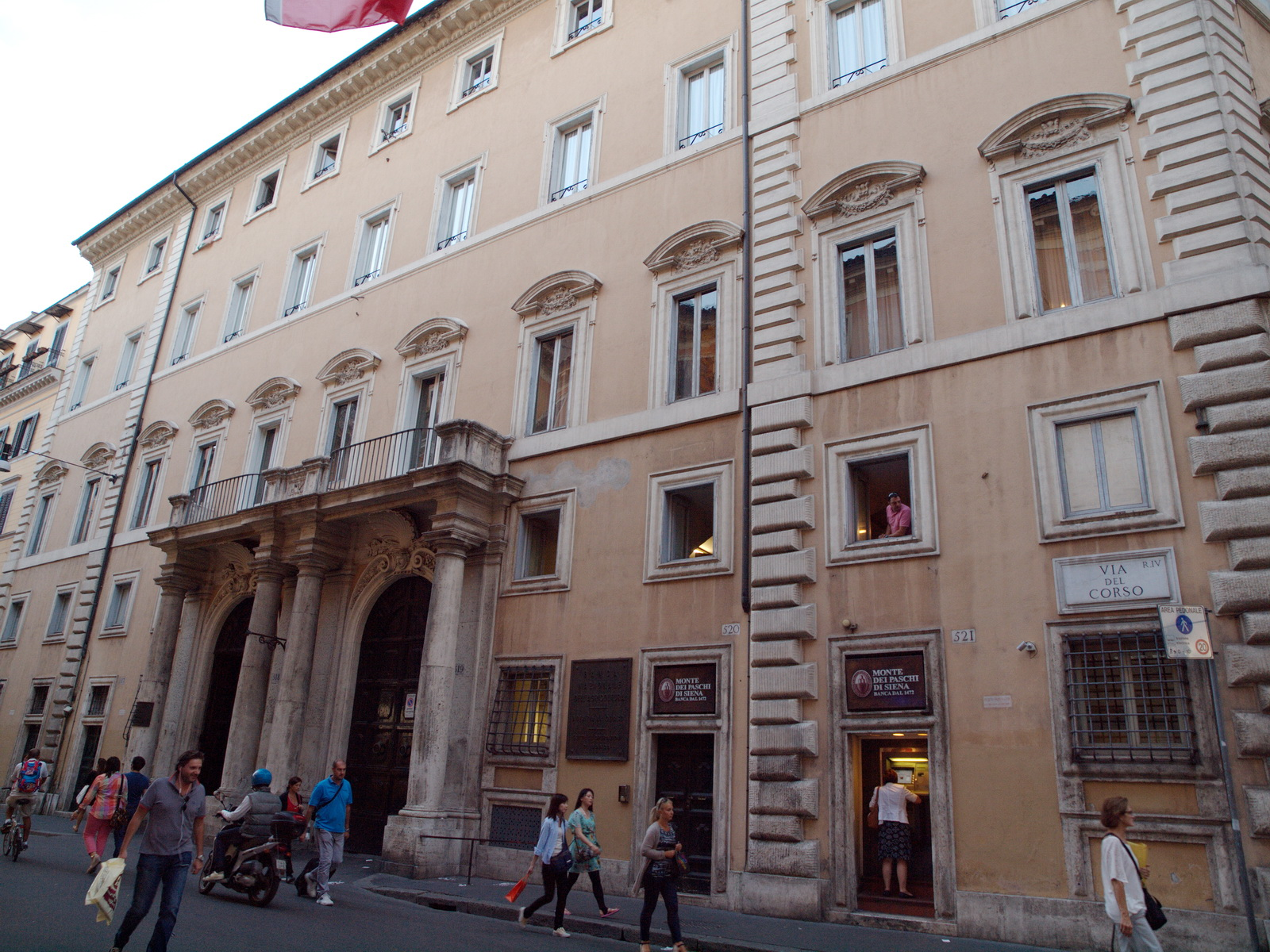
Vista do palácio na Via del Corso.

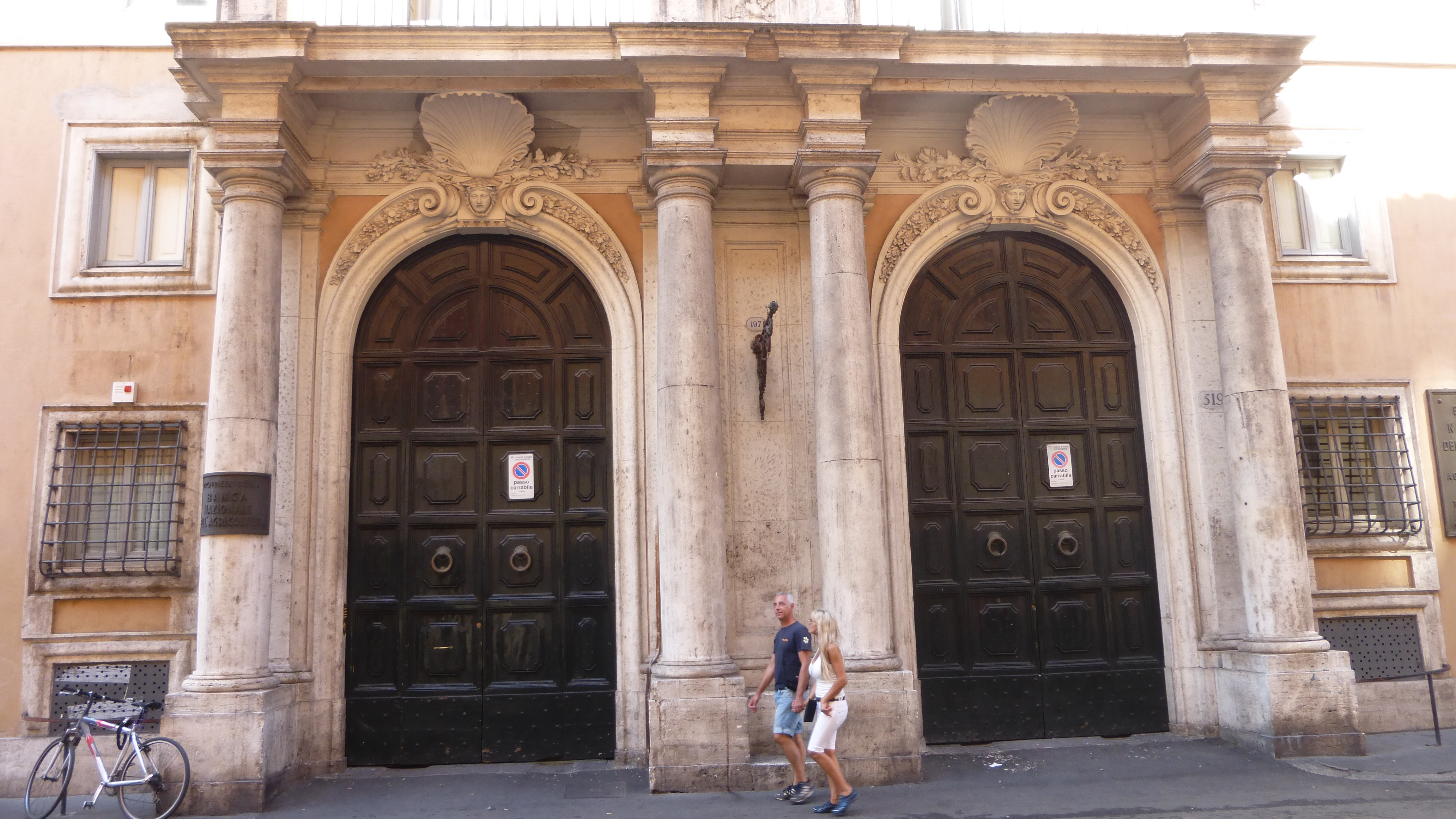
Portal duplo do palácio.

Palazzo Rondinini ou Palazzo Rondanini é um palácio barroco localizado na Via del Corso, no rione Campo Marzio de Roma.

## História e descrição
O palácio foi construído por ordem do marquês Giuseppe Rondinini, colecionador de arte natural de Faenza, com base num projeto de Gabriele Valvassori, arquiteto da família Doria Pamphilj, que realizou grande parte da obra da estrutura externa, e de Alessandro Dori, responsável pela fachada na Via del Corso, pelo pátio interno e pelos ambientes internos, para abrigar sua vasta coleção. A entrada é marcada por um duplo portal flanqueado por colunas sobre a qual se assenta uma varanda.
O palácio é resultado de uma ampliação de um edifício anterior que pertencia a Cavalier d’Arpino. As obras duraram quatro anos e terminaram em 1764, quando a coleção foi transferida para lá. Ela era composta por pinturas, esculturas, inscrições romanas e mármores antigos, entre as quais a Pietà Rondanini, de Michelângelo, adquirida em 1744 e hoje conservada no Castello Sforzesco em Milão.
O piso nobre é formado por salas ricamente decoradas em afrescos, um salão de baile e uma galeria. Goethe, durante sua permanência em Roma, visitou o palácio e apreciou a coleção do marquês. O conde Sanseverino Vimercati, que adquiriu o palácio em 1904, decorou em estilo neorrococó vários ambientes da ala oeste. A partir de 1990, o piso nobre sedia o Circolo degli Scacchi.